# زبان دوتلی
زبان دوتلی (انگلیسی: Doteli) زبانی هندوآریایی است که توسط ۸۰۰٬۰۰۰ نفر صحبت می‌شود که بیشتر آن‌ها در نپال زندگی می‌کنند. به‌طور سنتی به عنوان گویش غربی زبان نپالی در نظر گرفته می‌شود و به خط دیواناگری نوشته می‌شده است.